# Lục quân Cách mạng Cuba
Lục quân Cách mạng Cuba (tiếng Tây Ban Nha: Ejército Revolucionario) đóng vai trò là lực lượng bộ binh của Cuba. Được thành lập vào năm 1868 trong Chiến tranh Mười năm, ban đầu nó được gọi là Quân đội Lập hiến Cuba. Sau Cách mạng Cuba, lực lượng quân sự cách mạng được Fidel Castro tái lập thành quân đội quốc gia Cuba vào năm 1960. Lục quân là một phần thuộc Lực lượng Vũ trang Cách mạng Cuba được thành lập vào khoảng thời gian đó.

## Lịch sử

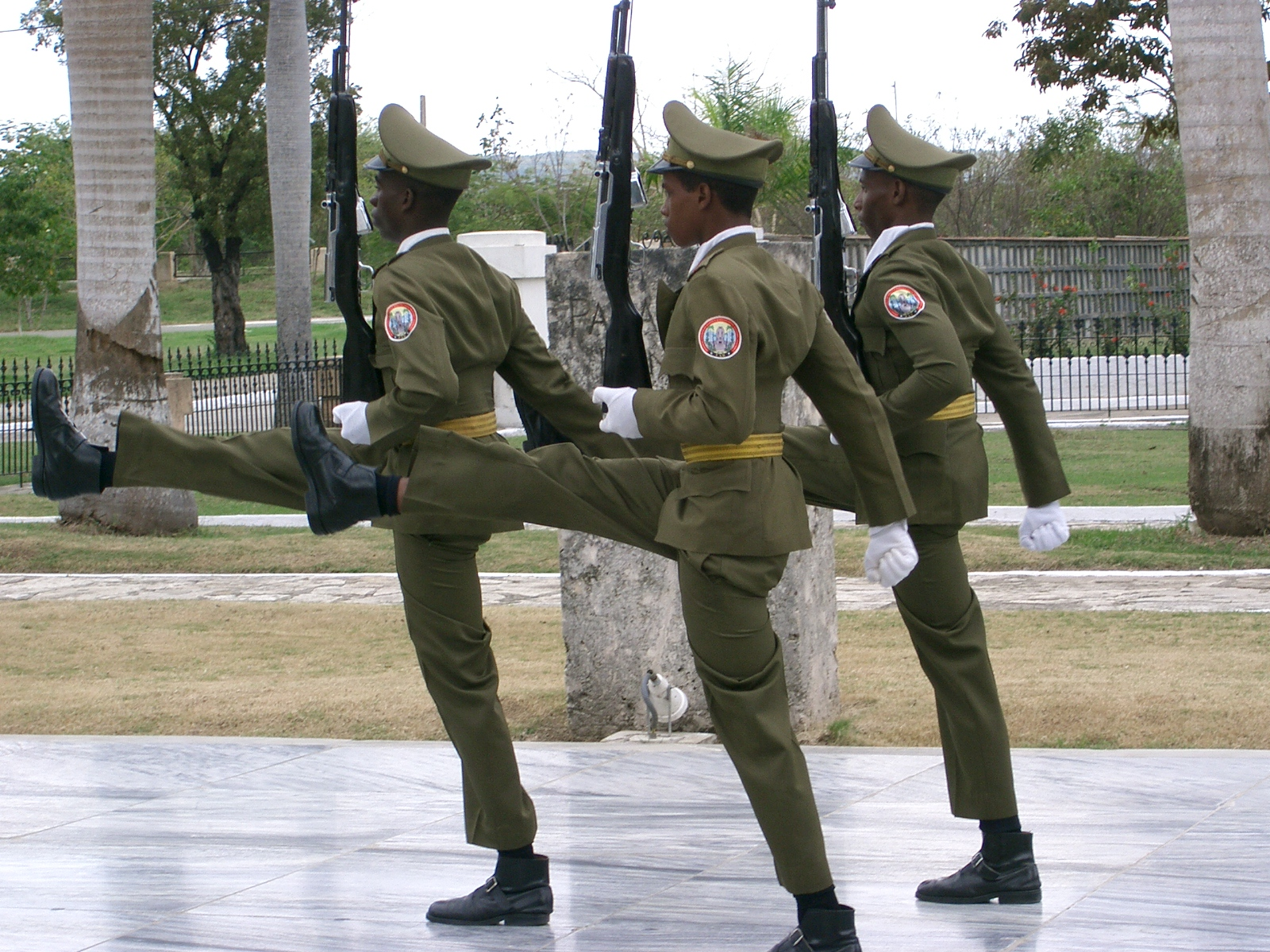
Lính gác tại Lăng José Marti, Santiago de Cuba.

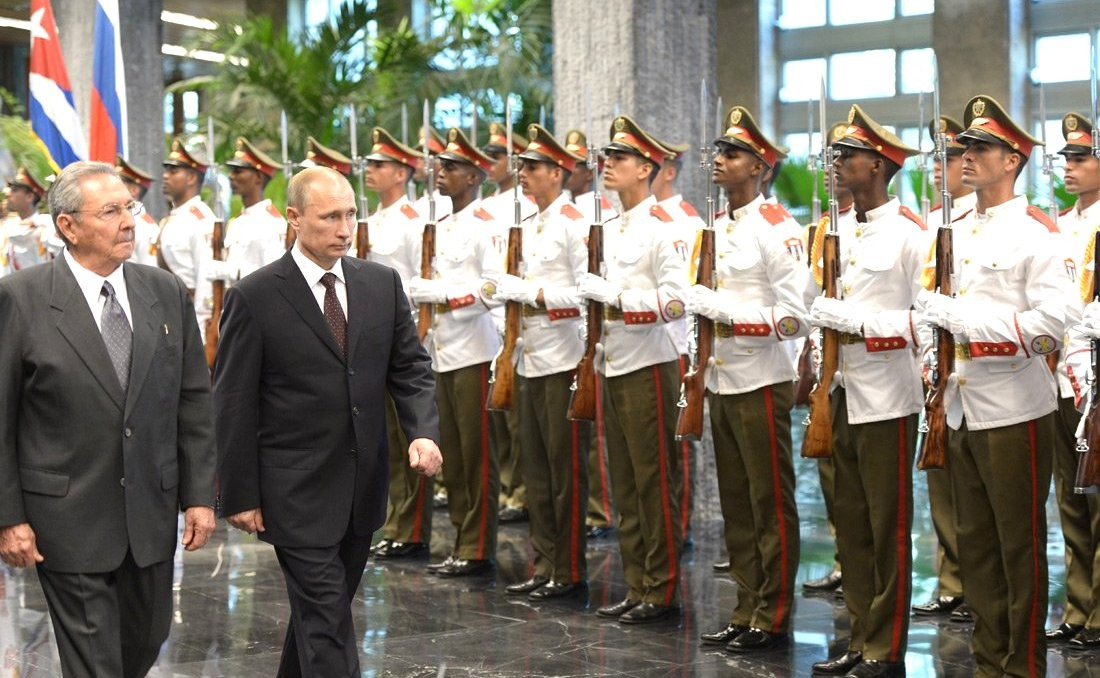
Vladimir Putin duyệt đội danh dự tại Cung điện Cách mạng ở La Habana năm 2014.

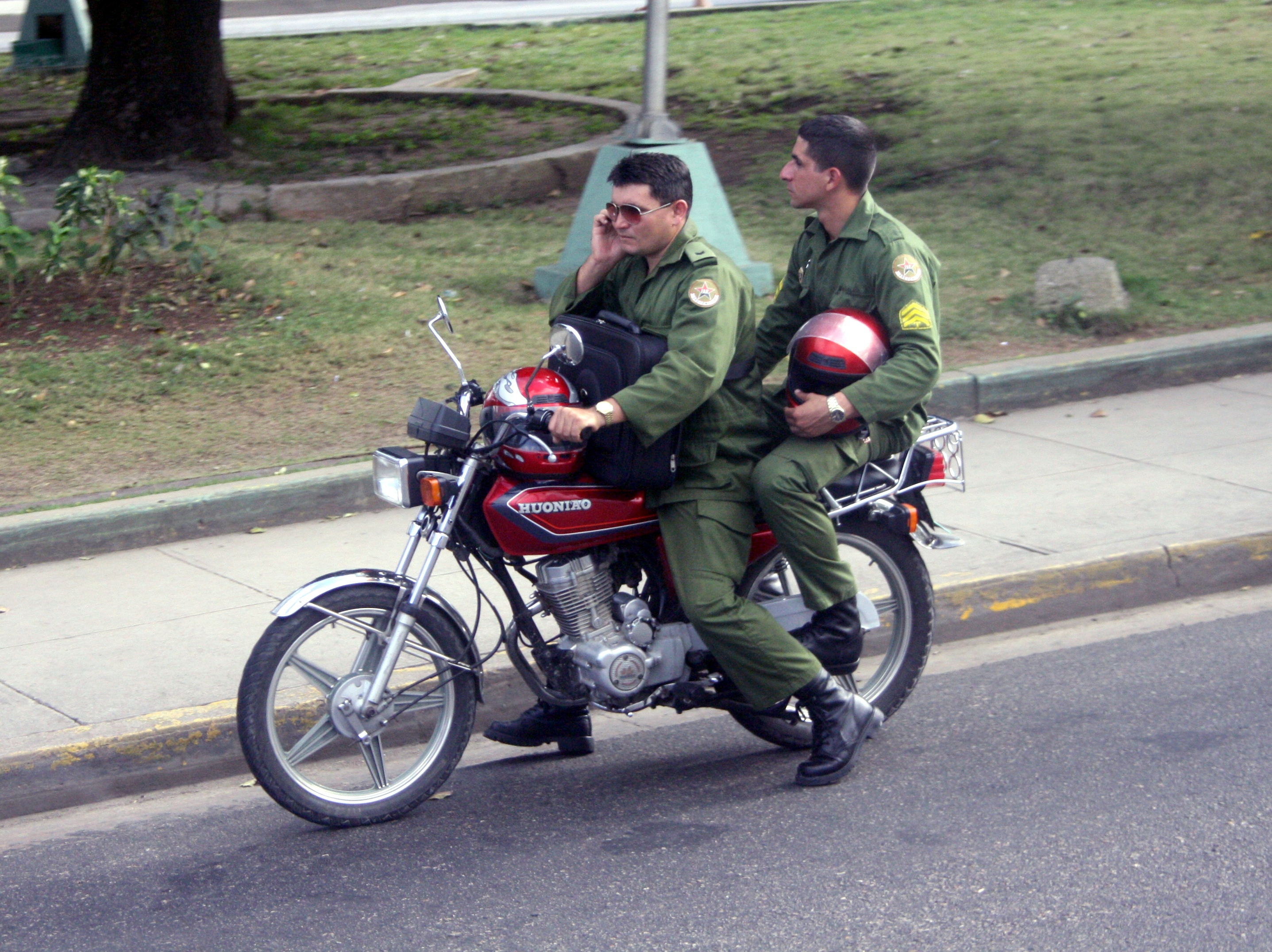
Hai người lính thuộc Fuerzas Armadas Revolucionarias trên một chiếc mô tô.

Quân đội Lập hiến Cuba dưới hình thức ban đầu được thành lập lần đầu tiên vào năm 1868 bởi các nhà cách mạng Cuba trong Chiến tranh Mười năm và sau đó được tái lập trong Chiến tranh giành độc lập Cuba năm 1898. Hải quân Lập hiến Cuba đã tham gia Trận chiến vùng Caribe trong Thế chiến thứ hai với sự trợ giúp của Mỹ. Sau khi Cách mạng Cuba lật đổ chính phủ của Fulgencio Batista, Quân nổi dậy Cuba dưới sự lãnh đạo của Fidel Castro đã được tổ chức lại thành lực lượng vũ trang hiện tại của Cuba.
Tính đến tháng 7 năm 1981, lục quân có 200.000 quân nhân, trong đó có 60.000 quân dự bị; ước tính có khoảng ba lữ đoàn thiết giáp; 15 sư đoàn bộ binh (lữ đoàn), một số được cơ giới hóa; và một số tiểu đoàn độc lập. IISS ước tính họ có 200 xe tăng T-54/55 và 50 xe tăng T-60, cùng với 400 xe tăng T-34, xe tăng hạng nặng IS-2 và nhiều loại khí tài khác của Liên Xô, bao gồm BRDM-1; 400 BTR-40/60; pháo tới 152mm; và 50 tên lửa đất đối đất FROG-4 (2K6 Luna?).
Năm 1984, theo Adrian English, có ba bộ tư lệnh địa lý chính là miền Tây, miền Trung và miền Đông.  Theo báo cáo, có khoảng 130.000 người ở mọi cấp bậc, và mỗi bộ tư lệnh có một đạo quân đồn trú bao gồm một sư đoàn thiết giáp, một sư đoàn cơ giới và một quân đoàn gồm ba sư đoàn bộ binh, mặc dù Bộ Tư lệnh miền Đông có hai quân đoàn với tổng cộng sáu sư đoàn. Ngoài ra còn có một quân khu độc lập, với một sư đoàn bộ binh duy nhất đóng quân ở Đảo Thanh Niên.
Ý tưởng về cơ cấu tổ chức này có thể được nhìn thấy từ mô tả của Jane (có sai sót) năm 1996:
Các đơn vị bao gồm:
- Lữ đoàn dù gồm 2 tiểu đoàn (tại La Habana và các vùng lân cận)
- Sư đoàn pháo binh (tại La Habana và các vùng phụ cận)
- Lữ đoàn SAM Brigade[5]
- Một trung đoàn pháo phòng không[5]

### Binh đoàn miền Tây
Vào cuối những năm 1980 và đầu những năm 1990, Binh đoàn miền Tây đã được triển khai tại thủ đô và các tỉnh La Habana và Pinar del Río:
- Sư đoàn Thiết giáp số 1 (Huấn luyện) "Sanguily Rescue"
- Sư đoàn Bộ binh Cơ giới số 70
- Sư đoàn Thiết giáp số 78
- Quân đoàn II (Pinar del Río):
  - Sư đoàn Bộ binh số 24
  - Sư đoàn Bộ binh số 27
  - Sư đoàn Bộ binh số 28

### Binh đoàn miền Trung
Trong những năm 1980–1990, Binh đoàn miền Trung được triển khai tại các tỉnh Matanzas, Villa Clara, Cienfuegos và Sancti Spiritus:
- Sư đoàn Bộ binh số 81
- Sư đoàn Bộ binh số 84
- Sư đoàn Bộ binh số 86
- Sư đoàn Bộ binh số 89
- Trung đoàn Thiết giáp số 12/Sư đoàn Thiết giáp số 1
- Trung đoàn Bộ binh số 242/Sư đoàn Bộ binh số 24
- 4th (Las Villas) Army Corps:
  - Sư đoàn Bộ binh số 41
  - Sư đoàn Bộ binh số 43
  - Sư đoàn Bộ binh số 48

### Binh đoàn miền Đông
Trong những năm 1980–1990, Binh đoàn miền Đông được triển khai tại các tỉnh Santiago de Cuba, Guantánamo, Granma, Holguín, Las Tunas, Camagüey và Ciego de Avila:
- Sư đoàn Thiết giáp số 3
- Sư đoàn Thiết giáp số 6
- Sư đoàn Thiết giáp số 9
- Sư đoàn Bộ binh số 31
- Sư đoàn Bộ binh số 32
- Sư đoàn Bộ binh số 38
- Sư đoàn Bộ binh số 84
- Sư đoàn Bộ binh số 90
- Sư đoàn Bộ binh số 95
- Sư đoàn Bộ binh số 97
- Lữ đoàn Biên phòng Guantanamo (thành lập năm 1961)[6]
- Sư đoàn Bộ binh số 123/Sư đoàn Bộ binh số 12 cũ
- Trung đoàn Bộ binh số 281/Sư đoàn Bộ binh số 28
- Quân đoàn V (Holguín):
  - Sư đoàn Cơ giới số 50
  - Sư đoàn Bộ binh số 52
  - Sư đoàn Bộ binh số 54
  - Sư đoàn Bộ binh số 56
  - Sư đoàn Bộ binh số 58
- Quân đoàn VI (Camagüey):
  - Sư đoàn Cơ giới số 60
  - Sư đoàn Bộ binh số 63
  - Sư đoàn Bộ binh số 65
  - Sư đoàn Bộ binh số 69

Viện Nghiên cứu Chiến lược Quốc tế đã viết trong cuốn The Military Balance 1994–1995 rằng "Quân đội Cuba đang tiến hành tái tổ chức lớn; ..quân số đã giảm 60.000 người xuống còn khoảng 85.000 người và hiện được cơ cấu theo lữ đoàn thay vì cấp sư đoàn." (tr. 194).
Một đánh giá của Cục Tình báo Quốc phòng Hoa Kỳ vào nửa đầu năm 1998 cho biết các đơn vị thiết giáp và pháo binh của quân đội đang ở mức sẵn sàng thấp do quá trình huấn luyện 'giảm nghiêm trọng', nhìn chung không có khả năng tổ chức các cuộc hành quân hiệu quả trên cấp tiểu đoàn, và trang bị đó hầu hết đều ở trong tình trạng lưu trữ và không có sẵn trong thời gian ngắn. Báo cáo tương tự cho biết các lực lượng tác chiến đặc biệt của Cuba tiếp tục huấn luyện nhưng ở quy mô nhỏ hơn trước và mặc dù việc thiếu phụ tùng thay thế cho khí tài hiện có và tình trạng thiếu nhiên liệu nghiêm trọng hiện nay đang ngày càng ảnh hưởng đến khả năng tác chiến, Cuba vẫn có thể cung cấp sự phản kháng đáng kể đối với bất kỳ cường quốc nào trong khu vực.

### Cơ cấu tổ chức năm 1999
Năm 1999, Quân đội Cách mạng chiếm khoảng 70% lực lượng quân sự chính quy của Cuba. Theo IISS, quân đội ước tính có 45.000 quân bao gồm 6.000 lính tại ngũ và 39.000 lính thuộc Lực lượng Dự bị Thường trực đang hoàn thành 45 ngày nghĩa vụ tại ngũ hàng năm cần thiết để duy trì tư cách của họ, cũng như những người lính nghĩa vụ đang hoàn thành nghĩa vụ quân sự.
IISS báo cáo vào năm 1999 rằng đơn vị quân sự của quân đội bao gồm từ 4 đến 5 lữ đoàn thiết giáp; chín lữ đoàn bộ binh cơ giới; một lữ đoàn dù; mười bốn lữ đoàn dự bị; và Lữ đoàn Biên phòng. Ngoài ra còn có một trung đoàn pháo phòng không và một lữ đoàn tên lửa đất đối không. Mỗi binh đoàn trong số ba binh đoàn lãnh thổ được cho là có ít nhất một lữ đoàn thiết giáp - thường trực thuộc sở chỉ huy binh đoàn - cũng như một lữ đoàn bộ binh cơ giới. Được biết, Lữ đoàn Biên phòng ở Guantanamo và ít nhất một trung đoàn pháo binh mặt đất (trực thuộc một lữ đoàn bộ binh cơ giới), đóng tại Las Tunas, nằm dưới sự chỉ huy của Binh đoàn miền Đông.
Vào khoảng năm 2007, ước tính nước này có khoảng 38.000 quân nhân.

## Trang bị

### Khí tài quân sự Cuba
| Tên gọi                                           | Xuất xứ      | Số lượng | Biến thể                            | Chú thích                                                                                        |
| Xe tăng                                           | Xe tăng      | Xe tăng  | Xe tăng                             | Xe tăng                                                                                          |
| ------------------------------------------------- | ------------ | -------- | ----------------------------------- | ------------------------------------------------------------------------------------------------ |
| T-55                                              | Liên Xô      | ~800     | T-55 T-55A T-55AM                   | [ 12 ]                                                                                           |
| T-62                                              | Liên Xô      | ~380     | T-62 Obr. 1967 T-62 Obr. 1972 T-62M | [ 12 ]                                                                                           |
| Xe chiến đấu bọc thép                             |              |          |                                     |                                                                                                  |
| BRDM-2                                            | Liên Xô      | ~100     | CBE-14.5 CBE-14.5M                  | (Các mẫu nâng cấp của Cuba có tên CBE-14.5M).                                                    |
| BTR-100                                           | Cuba         | Không rõ | CBAF-100                            | [ 12 ]                                                                                           |
| BTR-115                                           | Cuba         | Không rõ | CBAF-115                            | [ 12 ]                                                                                           |
| Xe chiến đấu bộ binh                              |              |          |                                     |                                                                                                  |
| BMP-1                                             | Liên Xô      | ~120     | BMP-1 BMP-1P                        | (Một số được dùng làm xe tăng huấn luyện lái xe không vũ trang').                                |
| BMD-1                                             | Liên Xô      | Không rõ | BMD-1                               | [ 12 ]                                                                                           |
| BTR-60-73M                                        | Cuba         | Không rõ | CBI-73M                             | [ 12 ]                                                                                           |
| Xe bọc thép chở quân                              |              |          |                                     |                                                                                                  |
| BTR-152                                           | Liên Xô      | ~150     | BTR-152                             | [ 12 ]                                                                                           |
| BTR-50                                            | Liên Xô      | ~200     | BTR-50                              | [ 12 ]                                                                                           |
| BTR-60                                            | Liên Xô      | ~800     | BTR-60PB                            | [ 12 ]                                                                                           |
| BTR-70                                            | Nga          | Không rõ | BTR-70M                             | [ 12 ]                                                                                           |
| Xe cơ động bộ binh                                |              |          |                                     |                                                                                                  |
| Đông Phong EQ2050                                 | Trung Quốc   | Không rõ | EQ2050                              | [ 12 ]                                                                                           |
| David                                             | Cuba         | Không rõ | Iguana                              | (Một số được xuất khẩu sang Angola).                                                             |
| Xe tấn công nhanh và xe tải Guntruck              |              |          |                                     |                                                                                                  |
| UAZ-469 FAV                                       | Cuba         | Không rõ |                                     |                                                                                                  |
| Fiero                                             | Cuba         | Không rõ |                                     | Hai biến thể                                                                                     |
| Paquito                                           | Cuba         | Không rõ |                                     | Ba biến thể                                                                                      |
| Xe chỉ huy                                        |              |          |                                     |                                                                                                  |
| R-145 ''BTR-R-145''                               | Liên Xô      | Không rõ |                                     |                                                                                                  |
| BTR-60PU-12                                       | Liên Xô      | Không rõ |                                     | (Chưa thấy).                                                                                     |
| Xe kỹ thuật quân sự                               |              |          |                                     |                                                                                                  |
| BTS-4                                             | Liên Xô      | Không rõ |                                     |                                                                                                  |
| PTS-M                                             | Liên Xô      | Không rõ |                                     |                                                                                                  |
| T-62 Obr. 1967 CEV                                | Cuba         | Không rõ |                                     |                                                                                                  |
| IMR                                               | Liên Xô      | Không rõ |                                     | (Chưa thấy biến thể gốc. Một số đã chuyển đổi sang một vai trò chưa được biết đến).              |
| PT-76B Transporter-Loader                         | Cuba         | Không rõ |                                     | (Dành cho S-125 SAM).                                                                            |
| Pháo chống tăng                                   |              |          |                                     |                                                                                                  |
| 9M14 Malyutka                                     | Liên Xô      | Không rõ |                                     |                                                                                                  |
| 100mm C-AP-AT-BMP-100                             | Cuba         | Không rõ |                                     |                                                                                                  |
| Pháo có xe kéo                                    |              |          |                                     |                                                                                                  |
| Pháo chống tăng ZiS-2 57mm                        | Liên Xô      | Không rõ |                                     |                                                                                                  |
| Pháo chống tăng ZiS-3 76mm                        | Liên Xô      | Không rõ |                                     | (Chưa thấy).                                                                                     |
| Pháo chống tăng D-44 85mm                         | Liên Xô      | Không rõ |                                     |                                                                                                  |
| Pháo chống tăng MT-12 100mm                       | Liên Xô      | Không rõ |                                     |                                                                                                  |
| Lựu pháo M-30 122mm                               | Liên Xô      | Không rõ |                                     | Dùng làm súng chào bắn 21 phát súng chào đón.                                                    |
| Lựu pháo D-30 122mm                               | Liên Xô      | Không rõ |                                     | Chủ yếu được dùng làm súng cho pháo tự hành cùng với các loại pháo A-19 122mm được hiện đại hóa. |
| Pháo dã chiến M-46 130mm                          | Liên Xô      | Không rõ |                                     |                                                                                                  |
| Lựu pháo ML-20 152mm                              | Liên Xô      | Không rõ |                                     | (Chưa thấy hình dạng gốc).                                                                       |
| Pháo tự hành                                      |              |          |                                     |                                                                                                  |
| 100mm C-AP-BTR-100                                | Cuba         | Không rõ |                                     |                                                                                                  |
| C-AP-MP-T-100 100mm                               | Cuba         | Không rõ |                                     |                                                                                                  |
| M-AP-BRDM-120 120mm''M-AP-CBE-120''               | Cuba         | Không rõ |                                     | Hai biến thể                                                                                     |
| 2S1 Gvozdika 122mm                                | Liên Xô      | Không rõ |                                     |                                                                                                  |
| C-AP-T-122 122mm                                  | Cuba         | Không rõ |                                     | Hai biến thể                                                                                     |
| C-AP-BMP-122' 122mm                               | Cuba         | Không rõ |                                     |                                                                                                  |
| OBÚS-AP Jupiter-(?) 122mm                         | Cuba         | Không rõ |                                     |                                                                                                  |
| C-AP Jupiter III 122mm                            | Cuba         | Không rõ |                                     |                                                                                                  |
| C-AP-T-130 130mm                                  | Cuba         | Không rõ |                                     |                                                                                                  |
| Jupiter I 130mm                                   | Cuba         | Không rõ |                                     | Nguyên mẫu (Thiết kế xuất khẩu sang Việt Nam).                                                   |
| 2S3 Akatsiya 152mm                                | Liên Xô      | Không rõ |                                     |                                                                                                  |
| C-AP-T-152 152mm                                  | Cuba         | Không rõ |                                     |                                                                                                  |
| Pháo phản lực bắn loạt                            |              |          |                                     |                                                                                                  |
| MRG-1 55mm                                        | Liên Xô      | Không rõ |                                     |                                                                                                  |
| Canimar-57 57mm                                   | Cuba         | Không rõ |                                     |                                                                                                  |
| BM-21 Grad 122mm                                  | Cuba         | Không rõ |                                     |                                                                                                  |
| BM-21M 122mm                                      | Cuba         | Không rõ |                                     |                                                                                                  |
| RBU-6000 'Frontera' 213mm                         | Cuba         | Không rõ |                                     |                                                                                                  |
| BM-24 240mm                                       | Liên Xô      | Không rõ |                                     |                                                                                                  |
| MRL chưa xác định                                 | Cuba         | Không rõ |                                     | Ba biến thể                                                                                      |
| Pháo phòng không có xe kéo                        |              |          |                                     |                                                                                                  |
| DShK 12.7mm                                       | Liên Xô      | Không rõ |                                     |                                                                                                  |
| M-53 12.7mm                                       | Cộng hòa Séc | Không rõ |                                     |                                                                                                  |
| ZPU-1 14.5mm                                      | Liên Xô      | Không rõ |                                     |                                                                                                  |
| ZPU-2 14.5mm                                      | Liên Xô      | Không rõ |                                     | (Chưa thấy).                                                                                     |
| ZPU-4 14.5mm                                      | Liên Xô      | Không rõ |                                     |                                                                                                  |
| ZU-23 23mm                                        | Liên Xô      | Không rõ |                                     |                                                                                                  |
| Vz.53/59 30mm                                     | Cộng hòa Séc | Không rõ |                                     |                                                                                                  |
| M-1939 (61-K) 37mm                                | Liên Xô      | Không rõ |                                     |                                                                                                  |
| AZP S-60 57mm                                     | Liên Xô      | Không rõ |                                     |                                                                                                  |
| Pháo phòng không tự hành                          |              |          |                                     |                                                                                                  |
| ZSU-23-4 23mm                                     | Liên Xô      | 400      |                                     | (Một số được trang bị MANPADS).                                                                  |
| ZSU-57-2 57mm                                     | Liên Xô      | 25       |                                     |                                                                                                  |
| BTR-152-23-2 23mm''BTR-152-ZU-23 hoặc Yatare-23'' | Cuba         | Không rõ |                                     |                                                                                                  |
| BTR-60-23-2 23mm''BTR-60-ZU-23 hoặc BTR-23''      | Cuba         | Không rõ |                                     |                                                                                                  |
| BTR-60-30-2 30mm                                  | Cuba         | Không rõ |                                     | (Có khả năng đã ngừng hoạt động).                                                                |
| BTR-60-37-2 37mm''Duplex-BTR-37''                 | Cuba         | Không rõ |                                     | Hai biến thể                                                                                     |
| T-54-57-2 57mm''Duplex-T-57''                     | Cuba         | Không rõ |                                     |                                                                                                  |
| Hệ thống SAM tự hành                              |              |          |                                     |                                                                                                  |
| 2K12 Kub                                          | Liên Xô      | Không rõ |                                     |                                                                                                  |
| 9K33 Osa                                          | Liên Xô      | Không rõ |                                     | (Một số được trang bị tên lửa 4K33 Osa-M).                                                       |
| 9K31 Strela-1                                     | Liên Xô      | Không rõ |                                     | (Chưa thấy biến thể gốc) Một số được trang bị tên lửa phòng không R-13M).                        |
| 9K35 Strela-10                                    | Liên Xô      | Không rõ |                                     | (Một số được trang bị tên lửa phòng không 9M31, MANPADS R-13M và R-60MK).                        |
| S-75 Cơ động trên T-55(A)                         | Cuba         | 25       |                                     | Trên T-55 chassis.                                                                               |
| S-125 Cơ động trên T-55A                          | Cuba         | Không rõ |                                     | Trên T-55 chassis. Tên lửa này đã được nhìn thấy trong cuộc duyệt binh quân sự Cuba năm 2006.    |
| Hệ thống SAM tĩnh                                 |              |          |                                     |                                                                                                  |
| S-75                                              | Liên Xô      | Không rõ |                                     |                                                                                                  |
| S-125                                             | Liên Xô      | Không rõ |                                     |                                                                                                  |
| Hệ thống phòng thủ ven biển                       |              |          |                                     |                                                                                                  |
| 4K51 Rubezh                                       | Liên Xô      | Không rõ |                                     |                                                                                                  |
| Bandera VI-M 'Remulgadas                          | Cuba         | Không rõ |                                     | Hai biến thể                                                                                     |
| Phương tiện bay không người lái (UAV)             |              |          |                                     |                                                                                                  |
| UAV chưa xác định                                 | Không rõ     | Không rõ |                                     |                                                                                                  |
| Radar                                             |              |          |                                     |                                                                                                  |
| P-10 ''Knife Rest B''                             | Liên Xô      | Không rõ |                                     | (Tài liệu ghi lại từ một số nguồn, chưa thấy).                                                   |
| P-12 ''Spoon Rest A''                             | Liên Xô      | Không rõ |                                     | (Dành cho S-75).                                                                                 |
| P-14 ''Tall King''                                | Liên Xô      | Không rõ |                                     | (Hình ảnh vệ tinh có sẵn).                                                                       |
| P-18 ''Spoon Rest D''                             | Liên Xô      | Không rõ |                                     |                                                                                                  |
| P-19 "Flat Face B"                                | Liên Xô      | Không rõ |                                     |                                                                                                  |
| Phased Array Antenna For P-19 ''Flat Face B''     | Cuba         | Không rõ |                                     | (Dành cho S-125).                                                                                |
| P-35/37 ''Bar Lock''                              | Liên Xô      | Không rõ |                                     |                                                                                                  |
| SNR-75 ''Fan Song''                               | Liên Xô      | Không rõ |                                     | (Dành cho S-75) Hai biến thể: (2) (Hầu hết được gắn trên xe tăng hoặc xe kéo).                   |
| SNR-125 ''Low Blow''                              | Liên Xô      | Không rõ |                                     | (Dành cho S-125) Hai biến thể: (2) (Hầu hết được gắn trên xe tăng).                              |
| RSP-7                                             | Liên Xô      | Không rõ |                                     |                                                                                                  |
| SURN 1S91                                         | Liên Xô      | Không rõ |                                     | (Dành cho 2K12 Kub).                                                                             |
| PRV-9 ''Thin Skin''                               | Liên Xô      | Không rõ |                                     | (Tài liệu ghi lại từ một số nguồn, chưa thấy).                                                   |
| PRV-11 ''Side Net''                               | Liên Xô      | Không rõ |                                     |                                                                                                  |
| PRV-13 ''Odd Pair''                               | Liên Xô      | Không rõ |                                     | (Tài liệu ghi lại từ một số nguồn, chưa thấy)                                                    |
| SON-9A "Fire Can"                                 | Liên Xô      | Không rõ |                                     | (Chưa thấy).                                                                                     |
| SON-50 ''RPK-1'' "Flap Wheel"                     | Liên Xô      | Không rõ |                                     |                                                                                                  |
| 58N7 "Back Trap"                                  | Liên Xô      | Không rõ |                                     | (Tài liệu ghi lại từ một số nguồn, chưa thấy)                                                    |
| R-410M ''Twin Plate'' Troposcatter                | Liên Xô      | Không rõ |                                     |                                                                                                  |
| Radar ven biển Mys và Furuno                      | Cuba         | Không rõ |                                     |                                                                                                  |
| RPK-2 "Tobol"                                     | Cuba         | Không rõ |                                     | (Dành cho SPAAGs và AZP S-60 57mm).                                                              |

### Vũ khí bộ binh
| Tên gọi   | Xuất xứ | Chủng loại                     | Chú thích                                                      |
| --------- | ------- | ------------------------------ | -------------------------------------------------------------- |
| PM        | Liên Xô | Súng lục bán tự động           | Trang bị tiêu chuẩn.                                           |
| APS       | Liên Xô | Súng lục máy                   | Lực lượng đặc biệt sử dụng                                     |
| APS       | Liên Xô | Súng trường tấn công dưới nước | Lực lượng đặc biệt sử dụng.                                    |
| SKS       | Liên Xô | Súng carbine bán tự động       | Hầu hết chỉ được dùng làm vũ khí nghi lễ.                      |
| AKM       | Liên Xô | Súng trường tấn công           | Trang bị tiêu chuẩn.                                           |
| RPK       | Liên Xô | Súng máy hạng nhẹ              |                                                                |
| SG-43     | Liên Xô | Súng máy hạng trung            |                                                                |
| KPV       | Liên Xô | Súng máy hạng nặng             |                                                                |
| PKM       | Liên Xô | Súng máy đa chức năng          |                                                                |
| PM-63 RAK | Ba Lan  | Súng tiểu liên                 | Một số đơn vị MTT sử dụng.                                     |
| M16A1     | Hoa Kỳ  | Súng trường tấn công           | Có thể bị thu giữ vào thời điểm nào đó trong Chiến tranh Lạnh. |
| SVD       | Liên Xô | Súng bắn tỉa bán tự động       |                                                                |
| Alejandro | Cuba    | Súng bắn tỉa lên đạn bằng tay  |                                                                |
| Mambi AMR | Cuba    | Súng trường phản vật chất      |                                                                |
| RPG-7     | Liên Xô | Súng chống tăng không giật     |                                                                |
| SPG-9     | Liên Xô | Súng không giật                |                                                                |
| AGS-17    | Liên Xô | Súng phóng lựu tự động         |                                                                |
| LPO-50    | Liên Xô | Súng phun lửa                  |                                                                |
| RGD-5     | Liên Xô | Lựu đạn cầm tay                |                                                                |
| F1        | Liên Xô | Lựu đạn cầm tay                |                                                                |